# Ruskie Piaski
Ruskie Piaski – wieś w Polsce położona w województwie lubelskim, w powiecie zamojskim, w gminie Nielisz.
Za Królestwa Polskiego istniała gmina Ruskie Piaski. W latach 1975–1998 miejscowość administracyjnie należała do województwa zamojskiego.
We wsi wyodrębniono dwa sołectwa Ruskie Piaski i Ruskie Piaski "Stara Wieś". Według Narodowego Spisu Powszechnego z roku 2011 wieś liczyła 425 mieszkańców.
Wierni Kościoła rzymskokatolickiego należą do parafii Wniebowzięcia Najświętszej Maryi Panny w Starym Zamościu.

## Części wsi
| 0895669 | Czworaki           | część wsi | 0895675 | Dwór | część wsi |
| 0895681 | Ferenc             | część wsi |         |      |           |
| 0895698 | Gorzałów-Gościniec | część wsi |         |      |           |
| 0895706 | Kiszków-Gościniec  | część wsi |         |      |           |
| 0895712 | Kulik              | część wsi |         |      |           |
| 0895729 | Łączki             | część wsi |         |      |           |
| 0895735 | Starowieś          | część wsi |         |      |           |
| 0895741 | Stęplów-Gościniec  | część wsi |         |      |           |

## Historia
Najdawniejszymi znanymi właścicielami Ruskich Piask byli Suchodolscy, niegdyś możny ród kalwiński, po których w drodze dziedziczenia pod koniec XVIII wieku dostały się one rodzinie Puchałów. W 1822 r. po śmierci Józefa Puchały (senatora Królestwa Polskiego) majątek przeszedł we władanie jego syna Tomasza. Nowy właściciel jednak nie mieszkał w Ruskich Piaskach. W 1853 r. Tomasz Puchała zadłużył majątek i w drodze licytacji nabyli go Mannowie.
W przeciągu następnych kilkunastu lat właścicielami folwarku w Ruskich Piaskach byli: Wydżgowie, Daniszewscy, Józefowiczowie. W międzyczasie w 1885 r. doszło do pożaru gospodarczej części majątku. W 1901 r. Ruskie Piaski kupuje Adam Gasztołd Bukraba. On to wkrótce czysto gospodarczemu majątkowi nadał nowy reprezentacyjny układ przestrzenny. W 1906 r. na ukształtowanej naturalnie pośród rozlewisk Wieprza wyspie wzniósł on okazały neorenesansowy pałac z potężną wieżą z zegarem, narożną okrągłą basztą, efektownym ryzalitem o arkadowym podcieniu. Urządzony został rozległy park. W pobliżu pałacu stworzył on regularną kompozycję ogrodową, stopniowo przechodzącą w park krajobrazowy i sosnowy naturalny las. Tereny parkowe otoczone były ogrodzeniem.
W parku znajdowały się korty tenisowe, nad sadzawką malowany mostek, ponadto było miejsce do tańca i spotkań towarzyskich. Za pałacem od strony Wieprza był też tzw. salon ogrodowy z widokiem na rzekę, ozdobiony rabatami róż i strzyżonym bukszpanem.
W 1937 r. dobra przeszły na syna, Zygmunta Gaszołda Bukrabę, por. rez. inż. oficera 24. Pułku Ułanów z Kraśnika, zmarłego w dniu            4 IX 1939 r., w wyniku ran odniesionych w bitwie pod Kasiną Wielką. Po wojnie, jak większość pałaców, obiekt uległ znacznej dewastacji. Wyschły nieużytkowane stawy (zniszczono groble), które pokryły zarośla. Zaniedbana została również, zamulona i porosła chwastami, sadzawka.
Przeszło osiemdziesięcioletni park wraz ze wspomnianym lasem sosnowym ma powierzchnię kilkunastu hektarów, na których rośnie trzy tysiące drzew. Obecnie należy do okazalszych, lepiej zachowanych parków na terenie województwa lubelskiego – mimo braku małej architektury ogrodowej: mostków, altan, wazonów. Mimo tych braków i małych zaniedbań, nadal dobrze zachowała się kompozycja przestrzenna z alejami i szpalerami rosnącymi w ciągach, skupiskach i pojedynczo kilkunastu gatunków drzew. Na uwagę zasługują niespotykanego obwodu (2,5 m) graby. Jest też parę wierzb o pięciometrowym obwodzie.
Pałac w Ruskich Piaskach w latach 80. został wyremontowany. Znalazł w nim siedzibę Dom Pomocy Społecznej.